# 蒼穹 (小説)
『蒼穹』（そうきゅう）は、梶井基次郎の短編小説（掌編小説）。白昼の広大な自然の景色の中、絶え間ない雲の生成を眺めているうちに、青空に虚無の闇を見てしまう不幸な感覚的体験を描写した作品。写実的な自然描写が心象風景として表現され、「象徴的色彩」を帯びながら、「精神の深淵」、「清澄なニヒリズム」が詩的に描かれている。

## 発表経過
1928年（昭和3年）3月1日発行の同人雑誌『文藝都市』3月・第2号に掲載された。その後、基次郎の死の前年の1931年（昭和6年）5月15日に武蔵野書院より刊行の作品集『檸檬』に収録された。同書には他に17編の短編が収録されている。
翻訳版は、Robert Allan Ulmer、Stephen Dodd訳による英語（英題：Blue Sky）で出版されている。

## あらすじ
ある晩春の午後、「私」は村の街道に沿った土堤の上で日を浴びながら、雲や山や谷間の風景を眺めていた。絶えず湧き出て来ては消えてゆく雲の変化を見つめているうちに、「私」の中で不思議な恐怖に似た感情がだんだん胸に昂まり、身体からは平衡の感じがだんだん失われて来た。「私」は空のなかに見えない山のようなものがあるのではないかというような不思議な気持に捕えられた。
そのとき「私」の心をふと、ある闇夜の経験がかすめた。その夜「私」は提灯も持たずに闇の街道を歩いていた。大きな闇に、一軒の人家の灯だけが、あたかもちょうど戸の節穴から写る戸外の風景のように見えていた。
そこを1人の村人の人影が通り過ぎ、背に負った光をだんだん失いながら闇へ消えていった。何気なしに、それをじっと眺めていた「私」は、その闇のなかへ同じような絶望的な順序で消えてゆく「私」自身を想像し、突然いい知れぬ恐怖と情熱を覚えたのであった。
その記憶が「私」の心をかすめた瞬間、「私」は悟った。雲が湧き立っては消えてゆく空のなかにあったものは、見えない山のようなものでも、不思議な岬のようなものでもなく、大きな虚無、白日の闇が満ち充ちているのを悟った。「私」は大きな不幸を感じ、濃い藍色の空を見れば見るほど、ただの闇としか感覚できなかった。

## 作品背景
※梶井基次郎の作品や随筆・書簡内からの文章の引用は〈　〉にしています（論者や評者の論文からの引用部との区別のため）。
基次郎は1927年（昭和2年）1月から伊豆の湯ヶ島で転地療養をしていた。同地に遊びに来ていた宇野千代と三好達治が帰京することになり、10月5日、三島駅まで見送った後、友人の近藤直人のいる京都帝大医学部付属病院を訪ねて、呼吸科の医者の診察を受けた。
結核の病状は思った以上に重く、来春まで静養するように診断された基次郎は、大阪の実家に立ち寄り、両親の老いを感じて創作活動を決意し伊豆に戻った。湯ヶ島に到着した直後、風邪で体調を崩して寝込んだ基次郎は、病床の中、10月17日から「闇」を主題とする草稿を書き始めた。
当初基次郎は、草稿を数篇から成る連作「闇への書」にする構想を持っていたが、その第1話が「蒼穹」という名になり、諸要素が集約されることになる。
なお、〈云ひ知れぬ恐怖と情熱を覚えた〉という前を歩く男の挿話は、草稿では、〈闇〉を死と捉えるような以下のような記述がある。
またこの時期、基次郎はボードレールを愛読していた。在籍中の帝国大学でフランス文学科の辰野隆教授の講義を聴講したのがきっかけだった。「絶望」を歌うボードレールの「孤高の精神の高さ」に惹かれた基次郎は、『パリの憂鬱』の英訳をノートに筆写した。
基次郎は執筆中の1928年（昭和3年）1月に「馬込文士村」に行った際、宇野千代をめぐって尾崎士郎と一悶着を起こした（詳細は梶井基次郎#宇野千代をめぐってを参照）。それ以前から尾崎と宇野の夫婦関係は冷えていたが、基次郎と千代の恋の噂が離婚の原因の一つになったともされている。
その後、梶井は静養先の湯ヶ島に帰るが、医者の忠告を無視し春になったら東京に戻って文壇デビューすることを想定しながら、2月に『蒼穹』を書き上げた。

## 作品評価・研究
※梶井基次郎の作品や随筆・書簡内からの文章の引用は〈　〉にしています（論者や評者の論文からの引用部との区別のため）。
ボードレールの影響を受けた『蒼穹』は、梶井基次郎の短編の中でも掌編に近い小品だが、比較的評価の高いものの一つである。ドイツのロマンチックの作家・ジャン・パウルの趣にも似ているとも評されている。また、マラルメの影響もみられ、主題の骨格はマラルメの詩「蒼空」などに似ており、細かい言いまわしは、ボードレールの散文詩集『パリの憂鬱』中の「お菓子」などから学んだ形跡がみられる。
鈴木貞美は『蒼穹』について、「〈安逸の悲哀〉のなかをたゆたっていた魂が、空の高みに吸い込まれてゆく幻想を、視覚と身体感覚のリアルな描出によって」書かれているとし、「青空に虚無の闇」を見てしまう〈不幸〉を、「清澄なニヒリズム」と評している。
三島由紀夫は梶井の文章の特徴を、「志賀直哉の影響を受けながら、志賀氏のやうな現実に対する関心を、むしろ積極的に捨てて、その詩人的側面を強く示し、作品の一つ一つを象徴詩のやうな高さ」に高めているとし、『蒼穹』の自然描写が、「写実的な描写のやうでありながら、彼（梶井）の鋭い神経の感じた内的風景であり、実に誠実に微妙に観察してゐながら、その観察を超えて自然の事物が一つ一つの象徴的色彩をおびて」表現され、そこには単なる自然描写を超えた、「精神の深淵をのぞかれるもの」が表出されていると解説している。
そして三島はこういった「文体の効果」を見せる梶井を「日本文学に、感覚的なものと知的なものとを綜合する稀れな詩人的文体を創始した」とし、その優れた自然描写は、「西洋文学における人物描写に勝るとも劣らない独立した価値をもつ」と考察して、『蒼穹』を「一篇の散文詩」であると賞讃しながら、梶井について、「この人は小説家になれるやうな下司な人種ではなかつたのである」としている。
平井修成は三島由紀夫の『蒼穹』評を、正鵠を射ているとして敷衍し、「全体が風景描写でしかないようなこの〈散文詩〉を通じて、作者（梶井）の精神が読者（三島）の前に立ち現れた」点に着目しながら、「外界を“風景”として捉えるとは自己了解の一つの方法である」という命題の典型的な例が『蒼穹』であると解説している。
平井は『蒼穹』の風景描写が、「自我の全体性との濃密な関わりを持っている」ことを考察しつつ、梶井の『ある心の風景』の一節の、〈視ること、それはもうなにかなのだ。自分の魂の一部分あるひは全部がそれに乗り移ることなのだ〉を引いて、そうした現象が生じる場合、それが「現象の主体である精神に何をもたらすのか」を論考し、主人公が最後に〈不幸〉を感じながらも、その「内的なもの」が外化、対象化されているところから、『蒼穹』を、「風景を眺めること――真に主体的に風景を眺めることが、人間に救済をもたらす、その機制を描いた物語」だと解説している。

## おもな収録刊行本

### 単行本
- 『檸檬』（武蔵野書院、1931年5月15日） 
  - 題字：梶井基次郎。四六判。厚紙装。機械函。総271頁
  - 収録作品：「檸檬」「城のある町にて」「泥濘」「路上」「過去」「雪後」「ある心の風景」「Kの昇天―或はKの溺死」「冬の日」「櫻の樹の下には」「器楽的幻覚」「筧の話」「蒼穹」「冬の蠅」「ある崖上の感情」「愛撫」「闇の絵巻」「交尾」
- 『檸檬 梶井基次郎創作集』（武蔵野書院・稲光堂書店、1933年12月1日） 
  - 四六判。ボール紙函。総271頁
  - 収録作品：「檸檬」「城のある町にて」「泥濘」「路上」「過去」「雪後」「ある心の風景」「Kの昇天」「冬の日」「櫻の樹の下には」「器楽的幻覚」「筧の話」「蒼穹」「冬の蝿」「ある崖上の感情」「愛撫」「闇の絵巻」「交尾」
- 『城のある町にて』〈創元選書33〉（創元社、1939年11月29日） 
  - 編集・あとがき：三好達治。四六判。薄紙装。紙カバー。総304頁
  - 収録作品：「檸檬」「城のある町にて」「泥濘」「路上」「過去」「雪後」「ある心の風景」「Kの昇天」「冬の日」「櫻の樹の下には」「器楽的幻覚」「蒼穹」「筧の話」「冬の蝿」「ある崖上の感情」「愛撫」「闇の絵巻」「交尾」「のんきな患者」
- 『檸檬』（十字屋書店、1940年12月20日）
  - 四六判。厚紙装。紙カバー。総271頁
  - 収録作品：「檸檬」「城のある町にて」「泥濘」「路上」「過去」「雪後」「ある心の風景」「Kの昇天」「冬の日」「櫻の樹の下には」「器楽的幻覚」「筧の話」「蒼穹」「冬の蝿」「ある崖上の感情」「愛撫」「闇の絵巻」「交尾」
- 『梶井基次郎集』（新潮文庫、1950年11月25日。改版1967年12月10日、2003年10月30日）ISBN 978-4101096018
  - カバー装幀：船坂芳助。A6判。仮製本。紙カバー
  - 解説：淀野隆三
  - 収録作品：「檸檬」「城のある町にて」「泥濘」「路上」「橡の花」「過古」「雪後」「ある心の風景」「Kの昇天」「冬の日」「桜の樹の下には」「器楽的幻覚」「蒼穹」「筧の話」「冬の蝿」「ある崖上の感情」「愛撫」「闇の絵巻」「交尾」「のんきな患者」
  - ※1967年12月の改版より『檸檬』と改題。
- 『檸檬・冬の日 他九篇』（岩波文庫、1954年4月25日。改版1985年6月）ISBN 978-4003108710
  - 装幀：精興社。A6判。仮製本。紙カバー
  - 解説：佐々木基一。淀野隆三「本書の校訂について」。略年譜。
  - 収録作品：「檸檬」「城のある町にて」「ある心の風景」「冬の日」「筧の話」「冬の蝿」「闇の絵巻」「交尾」「のんきな患者」「瀬山の話」「温泉」
- 『檸檬・ある心の風景 他二十篇』（旺文社文庫、1972年12月10日） ISBN 978-4010611241
  - 挿絵：石岡瑛子。A6判。仮製本。カバー
  - 解説：石川弘。付録：坂上弘「季節感について」。平林英子「思い出は遙かに」
  - 収録作品：「檸檬」「城のある町にて」「泥濘」「路上」「過古」「雪後」「ある心の風景」「Kの昇天」「冬の日」「蒼穹」「筧の話」「冬の蝿」「ある崖上の感情」「櫻の樹の下には」「愛撫」「闇の絵巻」「交尾」「のんきな患者」「闇の書」「海」「温泉」
- 復刻版『檸檬』（日本近代文学館、1974年9月20日）
  - ※ 精選名著複刻全集シリーズ。収録作品は初版と同じ。
- 『ザ・基次郎――梶井基次郎全作品全一冊』（第三書館、1985年10月15日） ISBN 978-4807485109
  - 菊判。仮装本
  - 収録作品：
    - 〔小説〕：「檸檬」「城のある町にて」「泥濘」「路上」「橡の花」「過古」「雪後」「ある心の風景」「Kの昇天」「冬の日」「桜の樹の下には」「器楽的幻覚」「蒼穹」「筧の話」「冬の蝿」「ある崖上の感情」「愛撫」「闇の絵巻」「交尾」「のんきな患者」
    - 〔遺稿・習作〕：「母親」「奎吉」「矛盾の樣な真実」「『檸檬』を挿話とする断片」「夕凪橋の狸」「太郎と街」「瀬山の話」「犬を売る露店」「雪の日」「家」「栗鼠は籠にはいつてゐる」「闇への書」「闇の書」「雲」「奇妙な手品師」「猫」「琴を持つた乞食と舞踏人形」「海」「籔熊亭」「温泉」「貧しい生活より」「不幸」「卑怯者」「大蒜」「鼠」「カッフェー・ラーヴェン」「瀬戸内海の夜」「汽車」「凧」「河岸」「攀じ登る男」「薬」「交尾」「詩」「彷徨」「帰宅前後」「小さき良心」「裸像を盗む男」
    - 〔批評・感想〕：「青空同人印象記」「川端康成第四短篇集「心中」を主題とせるヴァリエイション」「六号記」「『新潮』十月新人号小説評」「『青空語』への感想」「『亞』の回想」「『戦旗』『文藝戦線』七月号創作評」「『青空』のことなど」「詩集『戦争』」「『親近』と『拒絶』」
    - 〔日記、書簡〕：日記、書簡
- 英文版『The youth of things : life and death in the age of Kajii Motojirō』（University of Hawaii Pres、2014年2月） ISBN 978-0824838409
  - 翻訳：Stephen Dodd
  - 収録作品：檸檬（Lemon）、泥濘（Mire）、路上（On the Road）、過古（The past）、雪後（After the Snow）、ある心の風景（Landscapes of the Heart）、Kの昇天（The Ascension of K, or K's Drowning）、冬の日（Winter Days）、櫻の樹の下には（Under the Cherry Trees）、器楽的幻覚（Instrumental Illusions）、筧の話（The Story of the Bamboo Pipe）、蒼穹（Blue Sky）、冬の蝿（Winter Flies）、ある崖上の感情（Certain Feelings on a Cliff Top）、愛撫（Caress）、闇の絵巻（Scroll of Darkness）、交尾（Mating）、のんきな患者（The Carefree Patient）

### 全集
- 『梶井基次郎全集上巻』（六蜂書房、1934年3月24日） - 限定500部
  - 装幀：清水蓼作。染色者：梅原勝次郎。菊判変型厚・紙装。紙函。口絵写真：梶井基次郎（大正13年3月）、梶井基次郎筆蹟「温泉」原稿
  - 付録：淀野隆三・中谷孝雄「編集者の詞」
  - 収録作品：「母親」「奎吉」「矛盾の樣な真実」「『檸檬』を挿話とする断片」「夕凪橋の狸」「太郎と街」「瀬山の話」「犬を売る露店」「檸檬」「城のある町にて」「泥濘」「路上」「雪の日」「橡の花」「家」「過去」「雪後」「ある心の風景」「Kの昇天―或はKの溺死」「冬の日」「栗鼠は籠にはいつてゐる」「櫻の樹の下には」「器楽的幻覚」「闇への書」「蒼穹」「筧の話」「雲」「冬の蝿」「奇妙な手品師」「ある崖上の感情」「猫」「愛撫」「闇の絵巻」「琴を持つた乞食と舞踏人形」「海」「交尾」「籔熊亭」「のんきな患者」「温泉」
- 『梶井基次郎全集全1巻』（ちくま文庫、1986年8月26日）ISBN 978-4480020727
  - 装幀：安野光雅。A6判。仮製本。紙カバー
  - 解説：高橋英夫「存在の一元性を凝視する」。宇野千代「あの梶井基次郎の笑ひ声」
  - 収録作品：「檸檬」「城のある町にて」「泥濘」「路上」「椽の花」「過古」「雪後」「ある心の風景」「Kの昇天」「冬の日」「蒼穹」「筧の話」「器楽的幻覚」「冬の蝿」「ある崖上の感情」「桜の樹の下には」「愛撫」「闇の絵巻」「交尾」「のんきな患者」「詩二つ」「小さき良心」「不幸」「卑怯者」「大蒜」「彷徨」「裸像を盗む男」「鼠」「カッフェー・ラーヴェン」「母親」「奎吉」「矛盾の様な真実」「瀬戸内海の夜」「帰宅前後」「太郎と街」「瀬山の話」「夕凪橋の狸」「貧しい生活より」「犬を売る露店」「冬の日」「汽車 その他」「凧」「河岸 一幕」「攀じ登る男 一幕」「栗鼠は篭にはいっている」「闇の書」「夕焼雲」「奇妙な手品師」「猫」「琴を持った乞食と舞踏人形」「海」「薬」「交尾」「雲」「籔熊亭」「温泉」
- 『梶井基次郎 1901-1932』〈ちくま日本文学全集024〉（ちくま文庫、1992年1月20日）  
  - 装幀：安野光雅。A6判。仮製本。紙カバー
  - 解説：群ようこ「五感の刺激」
  - 収録作品：「檸檬」「鼠」「栗鼠は籠にはいっている」「器楽的幻覚」「愛撫」「桜の樹の下には」「闇の絵巻」「交尾」「Kの昇天」「ある崖上の感情」「母親」「奎吉」「大蒜」「夕凪橋の狸」「城のある町にて」「泥濘」「路上」「橡の花」「過古」「雪後」「ある心の風景」「冬の日」「温泉抄」「蒼穹」「筧の話」「冬の蠅」「のんきな患者」「手紙より」
- 『梶井基次郎全集第1巻 作品・草稿』（筑摩書房、1999年11月） ISBN 978-4480704115
  - 装幀：中山銀士。題簽：梶井基次郎。A5変型判。函入
  - 収録作品：
    - 〔小説〕：「檸檬」「城のある町にて」「泥濘」「路上」「過古」「雪後」「ある心の風景」「Kの昇天」「冬の日」「桜の樹の下には」「器楽的幻覚」「筧の話」「蒼穹」「冬の蝿」「ある崖上の感情」「愛撫」「闇の絵巻」「交尾」「のんきな患者」
    - 〔批評・感想〕：「『新潮』十月新人号小説評」「『亞』の回想」「淺見淵君に就いて」「『戦旗』『文藝戦線』七月号創作評」「『青空』のことなど」「詩集『戦争』」「『親近』と『拒絶』」「講演会 其他」「編集後記（大正15年3月号）」「編集後記（大正15年4月号）」「青空同人印象記」「編集後記（大正15年9月号）」「『青空語』に寄せて」「編集後記（昭和2年1月号）」
    - 〔遺稿・習作・感想〕：「奎吉」「矛盾の樣な真実」「太郎と街」「橡の花――或る私信」「川端康成第四短篇集「心中」を主題とせるヴアリエイシヨン」
    - 〔作文、詩歌・戯曲草稿、断片〕：「秋の曙」「秘やかな楽しみ」「秋の日の下」「愛する少女達」「河岸（一幕）」「永劫回歸」「攀じ登る男（一幕）」「凱歌（一幕）」
    - 〔小説草稿、断片群、草稿〕：「小さき良心」「喧嘩」「鼠」「裸像を盗む男」「不幸」「帰宅前後」「卑怯者」「彷徨」「彷徨の一部発展」「大蒜―水滸伝」「母親」「矛盾の様な真実」「奎吉」「カッフェー・ラーヴェン」「瀬戸内海の夜」
- 『梶井基次郎』〈ちくま日本文学028〉（ちくま文庫、2008年11月10日） ISBN 978-4480425287
  - 装幀：安野光雅。A6判。仮製本。紙カバー
  - 解説：群ようこ「五感の刺激」
  - 収録作品：「檸檬」「鼠」「栗鼠は籠にはいっている」「器楽的幻覚」「愛撫」「桜の樹の下には」「闇の絵巻」「交尾」「Kの昇天」「ある崖上の感情」「母親」「奎吉」「大蒜」「夕凪橋の狸」「城のある町にて」「泥濘」「路上」「橡の花」「過古」「雪後」「ある心の風景」「冬の日」「温泉抄」「蒼穹」「筧の話」「冬の蠅」「のんきな患者」「手紙より」
  - ※1992年1月の〈ちくま日本文学全集024〉と同内容。

### アンソロジー
- 『日本詞華集』（未来社、1958年4月10日）
  - A5判。厚布装。貼函
  - 編集：西郷信綱、廣末保、安東次男
  - 収録作品：
    - 〔古代篇〕：
      - 〈歌謡〉記紀歌謡、風土記、神楽歌、催馬楽歌、雑（琴歌譜・仏足石歌・百石讃歌・東遊歌・風俗歌・土佐日記）
      - 〈和歌〉万葉集、古今集、伊勢物語、後撰和歌集、拾遺和歌集、後拾遺和歌集、金葉和歌集、詞華和歌集、千載和歌集、和泉式部、紫式部

    - 〔中世篇〕：
      - 〈和歌〉新古今集、西行、建礼門院右京大夫、藤原定家、源実朝、百人一首、玉葉和歌集、風雅和歌集、正徹
      - 〈連歌〉菟玖波集、竹林抄、新撰菟玖波集、水無瀕三吟百韻、宗祇発句、犬筑波集
      - 〈歌謡〉梁塵秘抄、唯心房集、田植草紙、狂言小歌、室町時代小歌、閑吟

    - 〔近世篇〕：
      - 〈俳諧〉蕉風以前、松尾芭蕉、蕉門、与謝蕪村、小林一茶、天明以後
      - 〈和歌〉賀茂真淵、香川景樹、橘曙覧、良寛、木下幸文、平賀元義
      - 〈歌謡〉隆達節小歌、山家鳥虫歌、松の葉、落葉集

    - 〔近代篇〕：
      - 〈近代詩〉小学唱歌集、於母影、北村透谷、宮崎湖処子、国木田独歩、島崎藤村、土井晩翠、与謝野鉄幹、中学唱歌、薄田泣菫、蒲原有明、上田敏、伊良子清白、河井醉茗、岩野泡鳴、森鷗外、北原白秋、三木露風、石川啄木、木下杢太郎、永井荷風、高村光太郎、竹友藻風、日夏耿之介、山村暮鳥、萩原朔太郎、室生犀星、大手拓次、千家元麿、佐藤惣之助、堀口大學、西条八十、佐藤春夫、吉田一穂、宮沢賢治、竹内勝太郎、萩原恭次郎、梶井基次郎、伊藤整、北川冬彦、富永太郎、田中冬二、三好達治、丸山薫、草野心平、西脇順三郎、中野重治、小熊秀雄、伊東静雄、井伏鱒二、中原中也、立原道造、倉橋顕吉、金子光晴、原民喜
      - 〈短歌〉与謝野鉄幹、与謝野晶子、正岡子規、伊藤左千夫、長塚節、石川啄木、若山牧水、島木赤彦、斉藤茂吉、北原白秋、前田夕暮、吉井勇、木下利玄、中村憲吉、古泉千樫、折口信夫、会津八一、窪田空穂、川田順、土屋文明、吉野秀雄
      - 〈俳句〉正岡子規、内藤鳴雪、河東碧梧桐、高浜虚子、村上鬼城、渡辺水巴、飯田蛇笏、原石鼎、前田普羅、尾崎放哉、水原秋櫻子、山口誓子、富安風生、芝不器男、日野草城、杉田久女、川端茅舎、松本たかし、中村汀女、中村草田男、石田波郷、加藤楸邨、石橋秀野

  - ※梶井基次郎は「檸檬」「蒼穹」が収録。
- 『昭和文学思潮』（新典社、1971年10月20日）
  - B6判。厚クロス装
  - 編集・著：布野栄一、神谷忠孝
  - 収録作品：横光利一「頭ならびに腹」、川端康成「青い海黒い海」、黒島伝治「渦巻ける烏の群」、梶井基次郎「蒼穹」、井伏鱒二「山椒魚」、坂口安吾「風博士」、堀辰雄「窓」、小林多喜二「党生活者」、本庄陸男「白い壁」、中野重治「村の家」、高見順「故旧忘れ得べき」、保田与重郎「日本の橋」、武田麟太郎「雪の話」、中島敦「名人伝」、宮本百合子「風知草」、太宰治「トカトントン」、野間宏「顔の中の赤い月」、大岡昇平「俘虜記」、椎名麟三「永遠なる序章」、三島由紀夫「仮面の告白」、田宮虎彦「足摺岬」、武田泰淳「異形の者」、安部公房「赤い繭」、島尾敏雄「大鋏」
  - ※第一部「昭和の文学思潮 概説」、第二部「昭和文学 作品集」、第三部「昭和文学への一試論」の構成本。
- 『幻想飛行記――イメージの文学誌』（北宋社、1979年9月1日）
  - A5判。仮製本。カバー。口絵：安藤広重「深川州崎十万坪」など。
  - 編集：堀切直人。監修：埴谷雄高
  - 解説：高橋英夫「透明な凝視――宮沢賢治」「幻想的空間――中原中也」「あとがき」
  - 収録作品：
    - 〔風船乗りの夢〕：小泉八雲「夢飛行」、国木田独歩「春の鳥」、萩原朔太郎「風船乗りの夢」他6篇、八木重吉「おほぞらのこころ」他5篇、丸山薫「蝶物語」、地味井平造「煙突奇談」、城昌幸「ジャマイカ氏の実験」
    - 〔眩しい虚空〕：吉田一穂「鷲」他5篇、金子光晴「落下傘・しゃぼん玉の唄」、伊東静雄「河辺の歌」他4篇、立原道造「かろやかな翼ある風の歌」(抄)、梶井基次郎「蒼穹」「Kの昇天――或はKの溺死」、内田百閒「東京日記――その3」、夢野久作「空中」、稲垣足穂「吊籃に夢む」、牧野信一「鱗雲」、坂口安吾「ふるさとに寄する讃歌――夢の総量は空気であった」、江戸川乱歩「空襲の美観」
    - 〔飛ぶ男〕：原民喜「夢と人生」、石川淳「張柏端」、島尾敏雄「摩天楼」、埴谷雄高「闇のなかの黒い馬」「はじめの頃の島尾敏雄」、真鍋呉夫「飛ぶ男」
- 『昭和の短篇』（笠間書院、1984年3月30日）
  - A5判。仮製本。カバー
  - 編集：文学史研究会
  - 収録作品：芥川龍之介「蜃気楼――或は『続海のほとり』」、川端康成「バツタと鈴虫」、中野重治「春さきの風」、梶井基次郎「蒼穹」、横光利一「時間」、小林秀雄「おふえりや遺文」、伊藤整「生物祭」、坂口安吾「風博士」、高見順「感傷」、武田麟太郎「大凶の籖」、堀辰雄「曠野」、島木健作「黒猫」、石川淳「焼跡のイエス」、太宰治「父」、野間宏「第三十六号」、島尾敏雄「島の果て」、安部公房「手」、吉行淳之介「薔薇販売人」、小島信夫「小銃」、大岡昇平「沼津」、大江健三郎「奇妙な仕事」、安岡章太郎「雨」、三島由紀夫「雨のなかの噴水」、開高健「玉、砕ける」
- 『日本掌編小説秀作選（下）――花・暦篇』（光文社文庫、1987年12月20日）
  - A6判。仮製本。紙カバー
  - 編集：大西巨人。解説：大西巨人「『暦の篇』について」「現代口語体における名詞（体現）止め」
  - 収録作品：秋山清「死について」、坪田譲治「善太と三平」、北杜夫「おたまじゃくし」、北尾亀男「或る別れ」、里見弴「椿」、池谷信三郎「忠僕」、島崎藤村「壁」、安部公房「棒」、国木田独歩「帽子」、平林たい子「西向の監房」、野間宏「二つの花」、夏目漱石「夢十夜――第三夜」、梶井基次郎「蒼穹」、志賀直哉「出来事」、梅崎春生「魚の餌」、徳田秋声「風呂桶」、有島武郎「潮霧」、横光利一「幸福の散布」、村山知義「脱走少年の手紙」、佐藤春夫「魔女二題」、黒島伝治「その手」、菊池寛「世評」、鈴木三重吉「黒髪」、中野重治「おどる男」、藤沢恒夫「子供」、斎藤彰吾「みちのく二題」、星新一「友情の杯」、野上弥生子「片脚の問題」
- 『アンソロジーしずおか』（静岡新聞社、2017年2月）
  - 編集：アンソロジーしずおか編集委員会編
  - 収録作品：大岡信「螢火府」、梶井基次郎「蒼穹」、太宰治「満願」、藤枝静男「一家団欒」、吉田知子「お供え」、三木卓「六月」、泉鏡花「雛がたり」、内田百閒「由比駅」、川端康成「神います」、坂口安吾「熱海復興」、三島由紀夫「月澹荘綺譚」、庄野潤三「石垣いちご」、小川国夫「河口の南」